# 贋作師
『贋作師』（がんさくし）は宝野アリカと片倉三起也による日本の音楽ユニット・ALI PROJECTの13枚目（インディーズから通算）のオリジナルアルバム。2012年7月18日に徳間ジャパンコミュニケーションズから発売された。

## 概要
『陰と陽』『光と闇』『善と悪』など、相反するものがテーマとなっている。
ジャケットや歌詞カードの宝野の纏う衣裳のモデルとなったのは、宝野が幼少の頃より好んだというディエゴ・ベラスケスの弟子フアン・バウティスタ・マルティネス・デル・マーソのマルガリータ・テレサ王女である。

### キャッチコピー
さあ見極めよ、君が本当の君ならば

## 収録曲
（全作詞：宝野アリカ、作曲・編曲：片倉三起也）
1. 贋作師 [4:54]
  - イントロにPRIME LOOPSのサンプル音源『ORCHESTRAL SCORES』より「Full Of Hate[1]」が利用されている。その他、同音源よりAメロには「Another Cartoon[2]」「Cartoon[3]」が、サビ直前には「Running After Me[4]」2番~3番の間奏には「Sad Victory[5]」が利用されている。
2. ALICE同罪イノセント [4:28]
  - 歌詞は『鏡の国のアリス』をモチーフにしている。『ローゼンメイデン』のために作ったがアニメの話が来なかったため、結果的にアルバムに収録された。後に、『おはスタ』内の短編アニメ『絶叫学級』のテーマ曲に起用された。
  - イントロにPRIME LOOPSのサンプル音源『ORCHESTRAL SCORES』より「Secret Forest[6]」が利用されている。同音源は『或る修道士の告解』のアウトロにも利用されている。
3. 蓮華幽恋 [5:04]
  - 「れんげゆうれん」と読む。「中華風」の楽曲。二胡が用いられている。
  - イントロ、間奏にBIG FISH AUDIOのサンプル音源『HIP HOP EXOTICA 2』より「06」のシンセ音源が利用されている。
4. 真偽贋者遊覧会 [4:56]
  - ALI PROJECTなりの「テクノポップ」の楽曲。
  - 間奏にBIG FISH AUDIOのサンプル音源『Rebel: Modern Punk Rock』より「24 230 Am Quiet Please」が利用されている。
5. La vérité [4:53]
  - タイトルはフランス語で「真実」を意味する。
6. 野性双生児 [4:38]
  - ギターサウンドの曲に、人の心にあるジキルとハイドの別人格の歌詞を重ねる。
7. 逝ける王女の肖像画 [5:38]
  - イントロにPRIME LOOPSのサンプル音源『ORCHESTRAL SCORES』より「Mistakes[7]」が利用されている。その他、同音源よりイントロとAメロには「Baby Is Born[8]」が利用されている。
  - サビとアウトロにBIG FISH AUDIOのサンプル音源『KINGS OF THE SOUTH VOL.2: DIRTY CRUNK KITS』より「Rolling Dice」が利用されている。その他、同音源より間奏には「Turbo」が利用されている。
8. 真夏の憂愁夫人 [4:28]
  - 「フォークソング」風の楽曲。
9. 天譴と超克 [4:57]
  - 「てんけんとちょうこく」と読む。天譴は天罰、超克は乗り越えることである。
  - AメロにBIG FISH AUDIOのサンプル音源『ROCK CINEMA』より「02 The Duel」が利用されている。その他、同音源よりアウトロには「01 The Caper Electric Guiter3 02」が利用されている。
10. RED WALTZ [4:43]
  - 激動の時代の上海を舞台とした楽曲。
  - サビにエルネスト・レクオーナの『キューバ舞曲集 En tres Por Cuatro』が引用されている。
  - Aメロにアレクサンドル・スクリャービンの『10のマズルカ 第1番』が引用されている。イントロには『マズルカ ロ短調[9]』が引用されている。

## 参加ミュージシャン
- All Lyrics Written：Arika Takarano
- All Music：Mikiya Katakura
- Strings & 二胡 & Balalaika Arrangement：Yoshihisa Hirano（M3, M5, M8, M10）
- Strings Arrangement：Tsuyoshi Watanabe（M7）

- Vocals：Arika Takarano
- Violin：Tsuyoshi Watanabe、Yu Sugino
- Strings：渡辺剛ストリングス
- Balalaika：Hideki Wachi
- 二胡：Jia Peng Fang

## クレジット
| Performed by ALI PROJECT | Performed by ALI PROJECT                                            |
| ------------------------ | ------------------------------------------------------------------- |
| Produced & Directed by   | Mikiya Katakura                                                     |
| Recording Engineered by  | Jiro Takita                                                         |
| Mastering Engineered by  | Yoichi Aikawa(相川洋一)（BLUE MASTERING）                           |
| Music Coodination        | Emari Mamiya(間宮えまり)（Tableau）                                 |
| Recorded at              | SoundCity                                                           |
| Recorded at              | Flamingo Sound                                                      |
| Recorded at              | Zazou Music Shed                                                    |
| A&R                      | Iku Aoki(青木郁生)（Tokuma Japan Communications）                   |
| A&R                      | Tomoko Odaka（Tokuma Japan Communications）                         |
| Sales Promotion          | Hideo Tanaka(田中英雄)（Tokuma Japan Communications）               |
| Creative Coordination    | Kiyoe Mizusawa(水澤清恵)（Tokuma Japan Communications）             |
| Artist Management        | Boris Vian Inc.                                                     |
| Photography              | Hiroshi Nomura                                                      |
| Art Direction & Design   | Maiko Yoshino(吉野磨衣子)                                           |
| Hair & Make-up           | Fusae Tachibana(橘房図)                                             |
| Costume                  | Kaie Tada(多田カイエ)（Triple fortune）                             |
| Object Work              | Tada Bijutsu(多田美術)                                              |
| Extra                    | Fu-chan                                                             |
| Special Thanks to        | Makoto Okuda(奥田誠)、Naho Ohyama（Backstage Project）              |
| Special Thanks to        | Hideo Miyamoto(宮本英夫) / Mao Yamamoto(山本マオ)（Nomura shashin） |
| Special Thanks to        | Kayoko Manabe / Cherry / Abechan                                    |